# 屠羲英
屠羲英（1523年—1582年），字淳卿，號秤石，直隸寧國府寧國縣人，民籍，明朝政治人物。

## 生平
嘉靖二十八年己酉科（1549年）應天府鄉試第一百一十三名舉人。嘉靖三十五年（1556年）中式丙辰科會試第八十八名，二甲第四十七名進士。通政司观政，授户部主事，四十年升员外，四十一年升郎中，四十三年调礼部祠祭郎中，九月升浙江提学副使，督學浙江，校士嚴正，抑浮華，絶干請，雖要津朝貴書，概束不省，都人士咸心服焉。
隆慶五年正月復除四川提学副使，升山西右参政，六年九月升太仆寺少卿。万历元年三月，改任鸿胪寺卿，十月以水土不调，改补南京衙门，十二月改任南京太仆寺少卿，又升南太常寺少卿。张居正当国，万历四年十二月荐升南光禄寺卿，改南京太常寺卿、管国子监祭酒事。以論张居正奪情事，与都御史张岳、御史朱鴻謨并稱为南畿三鳳。會祭酒秩满當遷，上曰：屠羲英不愧为士楷模，當令久掌成均。御書“春風化雨，蔚為人宗”八字賜之。万历六年二月，南京户科给事中王蔚参论屠羲英乖谬有亏师范，部覆本官任成均以来，振饬改观，未免生徒丛怨，既经论列，暂且回籍听用。尋病乞歸，構精舍山居，讀書終老。居正既殁，朝臣交荐，坚卧不出，万历十年十月卒。万历四十四年四月，赠原任南京太常寺卿屠羲英为南刑部右侍郎。

## 家族
曾祖屠祥興；祖父屠義；父屠龍，封户部主事；母程氏，封太安人。弟屠羲民。屠羲英有四子，次子屠玄極，万历庚子、丁未以春秋冠两闈，仕終南安知府。三子屠玄圭，与兄玄极同舉于乡，并稱廉正。